# NGC 6504
NGC 6504 is een spiraalvormig sterrenstelsel in het sterrenbeeld Hercules. Het hemelobject werd op 27 juli 1864 ontdekt door de Duitse astronoom Albert Marth.

## Synoniemen
- UGC 11053
- MCG 6-39-27
- ZWG 199.29
- PGC 61129